# 최시은
최시은(1995년 2월 8일 ~ )은 대한민국의 아나운서, 게임캐스터이다.

## 학력
- 고려대학교 영어영문학 (2014학번, 학사)

## 주요 경력
- 2019년 ~ 2020년 6월: SPOTV GAMES 아나운서[4]
- 2019년 8월 ~ 2023년 1월: 카트라이더 리그 인터뷰어

## 진행

### 현재
- 2019년 3월부터 개인 유튜브 채널인 "최싄뉴스"를 만들어서 활동 중이다.[5]
- 카트라이더 리그의 인터뷰어로서 2019 시즌 2부터 2022 수퍼컵까지 활동했다.
- 2024년 2월부터 현재까지 JTBC GOLF에서 아나운서로 활동 중이다.